# 보타저빌
보타저빌(Gerbillus bottai)은 황무지쥐아과에 속하는 설치류의 일종이다. 수단의 토착종으로 케냐에서도 서식하는 것으포 추정된다. 국제 자연 보전 연맹(IUCN)이 1996년 "관심대상종"으로 분류했고, 2004년 "정보부족종"으로 분류했다. 백나일강과 청나일강 사이의 작은 지역 4~5군데 지역에서 일부 표본만이 알려져 있다. 자연 서식지는 채소와 곡물 밭 지역이다. 서식지 정보 이외, 개체수와 멸종 위험 요인 등을 포함한 정보는 거의 알려져 있지 않다.